# Pallamano Trieste 1988-1989
Questa pagina raccoglie i dati riguardanti la Pallamano Trieste nelle competizioni ufficiali della stagione 1988-1989.

## Rosa
| N  | Naz                   | Ruolo    | Giocatore         |
| -- | --------------------- | -------- | ----------------- |
| 1  | Italia (bandiera)     | Portiere | Leghissa          |
| 12 | Italia (bandiera)     | Portiere | Paolo Marion      |
| 16 | Italia (bandiera)     | Portiere | Legovini          |
| 3  | Italia (bandiera)     | Terzino  | Piero Sivini      |
| 4  | Italia (bandiera)     | Pivot    | Giorgio Oveglia   |
| 5  | Italia (bandiera)     | Terzino  | Pischianz Roberto |
| 6  | Italia (bandiera)     | Terzino  | Maestrutti        |
| 7  | Jugoslavia (bandiera) | Terzino  | Branko Strbac     |
| 8  | Italia (bandiera)     | Pivot    | Claudio Schina    |
| 9  | Italia (bandiera)     | Terzino  | Valli             |
| 10 | Italia (bandiera)     | Ala      | Kavrecic          |
| 11 | Italia (bandiera)     | Ala      | Luca Sivini       |
| 13 | Italia (bandiera)     | Ala      | Scropetta         |
| 14 | Italia (bandiera)     | Ala      | Marco Bozzola     |

## Classifica
|  | Pos. | Squadra          | Pt | G  | V  | N | S  | GF  | GS  | D   | Note                                        |
|  | ---- | ---------------- | -- | -- | -- | - | -- | --- | --- | --- | ------------------------------------------- |
|  | 1.   | Ortigia          | 34 | 22 | 16 | 2 | 4  | 467 | 407 | +60 | Qualificato alla Coppa dei Campioni 1989-90 |
|  | 2.   | Brixen           | 33 | 22 | 16 | 1 | 5  | 412 | 338 | +74 | Qualificato alla Coppa delle Coppe 1989-90  |
|  | 3.   | Trieste          | 32 | 22 | 15 | 2 | 5  | 458 | 394 | +64 | Qualificato alla IHF Cup 1989-90            |
|  | 4.   | Imola            | 27 | 22 | 12 | 3 | 7  | 455 | 433 | +22 |                                             |
|  | 5.   | Teramo           | 21 | 22 | 8  | 5 | 9  | 489 | 468 | +21 |                                             |
|  | 6.   | Rubiera          | 24 | 22 | 8  | 8 | 6  | 462 | 465 | -3  |                                             |
|  | 7.   | Gaeta            | 22 | 22 | 9  | 4 | 9  | 414 | 440 | -26 |                                             |
|  | 8.   | Prato            | 20 | 22 | 9  | 2 | 11 | 443 | 428 | +15 |                                             |
|  | 9.   | Rovereto         | 16 | 22 | 5  | 6 | 11 | 385 | 419 | -34 |                                             |
|  | 10.  | Pallamano Rimini | 12 | 22 | 4  | 4 | 14 | 465 | 512 | -47 |                                             |
|  | 11.  | Fondi            | 10 | 22 | 4  | 2 | 16 | 389 | 435 | -46 | Retrocesso in Serie A2 1989-90              |
|  | 12.  | Bozen            | 10 | 22 | 3  | 4 | 15 | 437 | 510 | -73 | Retrocesso in Serie A2 1989-90              |